# 石塚祐輔
石塚 祐輔（いしつか ゆうすけ、1987年6月19日 - 、土浦三中→茨城県立土浦第三高等学校→筑波大学）は、茨城県のスプリンター。ミズノ所属。

## 人物
中学時代は野球部に身を置いていたが、俊足をかわれて陸上の大会に参加していた。中3時の2002年にジュニアオリンピックの400mRの茨城県代表として3走を務め、チームの準優勝に貢献。中学時の100m自己ベストは11秒43、個人の実績は関東中学3位。
2003年、高校入学後は陸上部に所属。5月時点では高校の県大会でも入賞どまりであったが、7月に100mで10秒台、200mで21秒台に到達したのを皮切りに急成長。秋までにはそれぞれ10秒60（高1歴代6位）、21秒42（参考）、同年10月の国体で大会新（21秒39）で準優勝を果たすまでになった。このときの優勝者だった金丸祐三とは、以降に置いて大きな影響を及ぼし合うことになる。
以降、2004年のインターハイ2位、同年国体での6位入賞などの経験を重ね、2005年、インターハイ100mで自身初の全国制覇を果たす。同大会の200mでは金丸祐三と二強の一角を成すも劣勢を予想されていた。しかし、最終的には、金丸との高校生史上初の20秒台決戦を制し、100分の1秒差で優勝（20秒79、大会新記録）を果たした。茨城県勢としては都築政則、海老沢雅人に次ぐ3人目の快挙を成し遂げた。
同年の国体では3位であった。その後は地元の筑波大学に進学。
　2006年、シーズン序盤は大学の実習中に足を捻挫して出遅れたが、7月の日本ジュニア選手権200メートル走で優勝して復活。世界ジュニア選手権代表入り。本戦では準決勝進出。また、この大会で彼は1600メートルリレー走の2走を務めたが、決勝で他選手と接触、バトンを落としてしまい涙を呑んだ。
　2007年からはロングスプリントに本格参戦。日本選手権400mで第2位、世界陸上代表にも選ばれた。その世界陸上では予選で2走を務めた。
　2008年日本選手権では3位入賞。2位までが北京五輪代表に選ばれたが、彼の代表入りはならなかった。

## 主要大会成績
- 2003年
  - 国民体育大会

　　少年B200m 第2位（21秒39、大会新記録）
- 2004年
  - インターハイ

　　100m 第2位（10秒60）
　　200m 準決勝 3着（21秒64）
- - 国民体育大会

　　少年A100m 第6位（10秒73）
- 2005年
  - インターハイ

　　100m 第1位（10秒71）
　　200m 第1位（20秒79、大会新記録）、
- - 国民体育大会

　　少年A100m 第3位（10秒51）
- 2006年
  - 日本ジュニア選手権

　　200メートル走 第1位（21秒06）
- - 世界ジュニア

　　200m 準決勝　5着（21秒41）
　　1600mR（2走）第8位（3分16秒61）
- 2007年
  - 日本選手権400m 第2位（46秒15）
  - 世界陸上

　　1600mR（2走）予選2組4着（3分02秒76）
- 2008年
  - 日本選手権400m 第3位（46秒36）
- 2009年
  - 日本選手権400m 第3位
- 2010年
  - 日本選手権400m 第2位
- 2011年
  - 日本選手権400m 第3位
  - 世界陸上

　　1600mR 出場
- 2013年
  - 日本選手権400m 第3位
  - 国民体育大会

　　成年400m 第1位（46秒01）

## 自己ベスト
- 100m　10秒42　2005年
- 200m　20秒79　2005年
- 400m　45秒87　2013年